# Lelki
Lelki (Caprimulginae) – podrodzina ptaków z rodziny lelkowatych (Caprimulgidae).

## Rozmieszczenie geograficzne
Cały świat poza terenami antarktycznymi.

## Systematyka
Do podrodziny należą następujące rodzaje:

- Lyncornis Gould, 1838
- Gactornis Han, Robbins & M.J. Braun, 2010 – jedynym przedstawicielem jest Gactornis enarratus (G.R. Gray, 1871) – lelkowiec rdzawokarkowy
- Nyctiprogne Bonaparte, 1857
- Lurocalis Cassin, 1851
- Nyctipolus Ridgway, 1912
- Nyctidromus Gould, 1838
- Tepuiornis Costa, van Els, M.J. Braun, Whitney, Cleere, Sigurðsson & Silveira, 2023 – jedynym przedstawicielem jest Tepuiornis whitelyi (Salvin, 1885) – lelkowiec wenezuelski
- Uropsalis W. Miller, 1915
- Quechuavis van Els, Costa, M.J. Braun, Whitney, Cleere, Sigurðsson & Silveira, 2023 – jedynym przedstawicielem jest Quechuavis decussata (von Tschudi, 1844) – lelkowiec ubogi
- Setopagis Ridgway, 1912
- Antiurus Ridgway, 1912 – jedynym przedstawicielem jest Antiurus maculicaudus (Lawrence, 1862) – lelkowiec białobrewy
- Macropsalis P.L. Sclater, 1866 – jedynym przedstawicielem jest Macropsalis forcipata (Nitzsch, 1840) – lelkowiec trenowy
- Thermochalcis Richmond, 1915 – jedynym przedstawicielem jest Thermochalcis cayennensis (J.F. Gmelin, 1789) – lelkowiec białopręgi
- Hydropsalis Wagler, 1832
- Systellura Ridgway, 1912 – jedynym przedstawicielem jest Systellura longirostris (Bonaparte, 1825) – lelkowiec długodzioby
- Eleothreptus G.R. Gray, 1840
- Siphonorhis P.L. Sclater, 1861
- Nyctiphrynus Bonaparte, 1857
- Phalaenoptilus Ridgway, 1880 – jedynym przedstawicielem jest Phalaenoptilus nuttallii (Audubon, 1844) – lelkowiec zimowy
- Antrostomus Bonaparte, 1838
- Chordeiles Swainson, 1832
- Caprimulgus Linnaeus, 1758
- Veles Bangs, 1918 – jedynym przedstawicielem jest Veles binotatus (Bonaparte, 1850) – lelek dwuplamy